# Ковалис (Монтана)
Ковалис (енгл. Corvallis) насељено је место без административног статуса у америчкој савезној држави Монтана.

## Демографија
По попису из 2010. године број становника је 976, што је 533 (120,3%) становника више него 2000. године.
| Група             | 2000.       | 2010.       |
| Белци             | 411 (92,8%) | 835 (85,6%) |
| Афроамериканци    | 0 (0,0%)    | 1 (0,1%)    |
| Азијати           | 2 (0,5%)    | 3 (0,3%)    |
| Хиспаноамериканци | 19 (4,3%)   | 89 (9,1%)   |
| Укупно            | 443         | 976         |